# Neptis jordani
Neptis jordani är en fjärilsart som beskrevs av Sheffield Airey Neave 1910. Neptis jordani ingår i släktet Neptis och familjen praktfjärilar. Inga underarter finns listade i Catalogue of Life.

## Bildgalleri

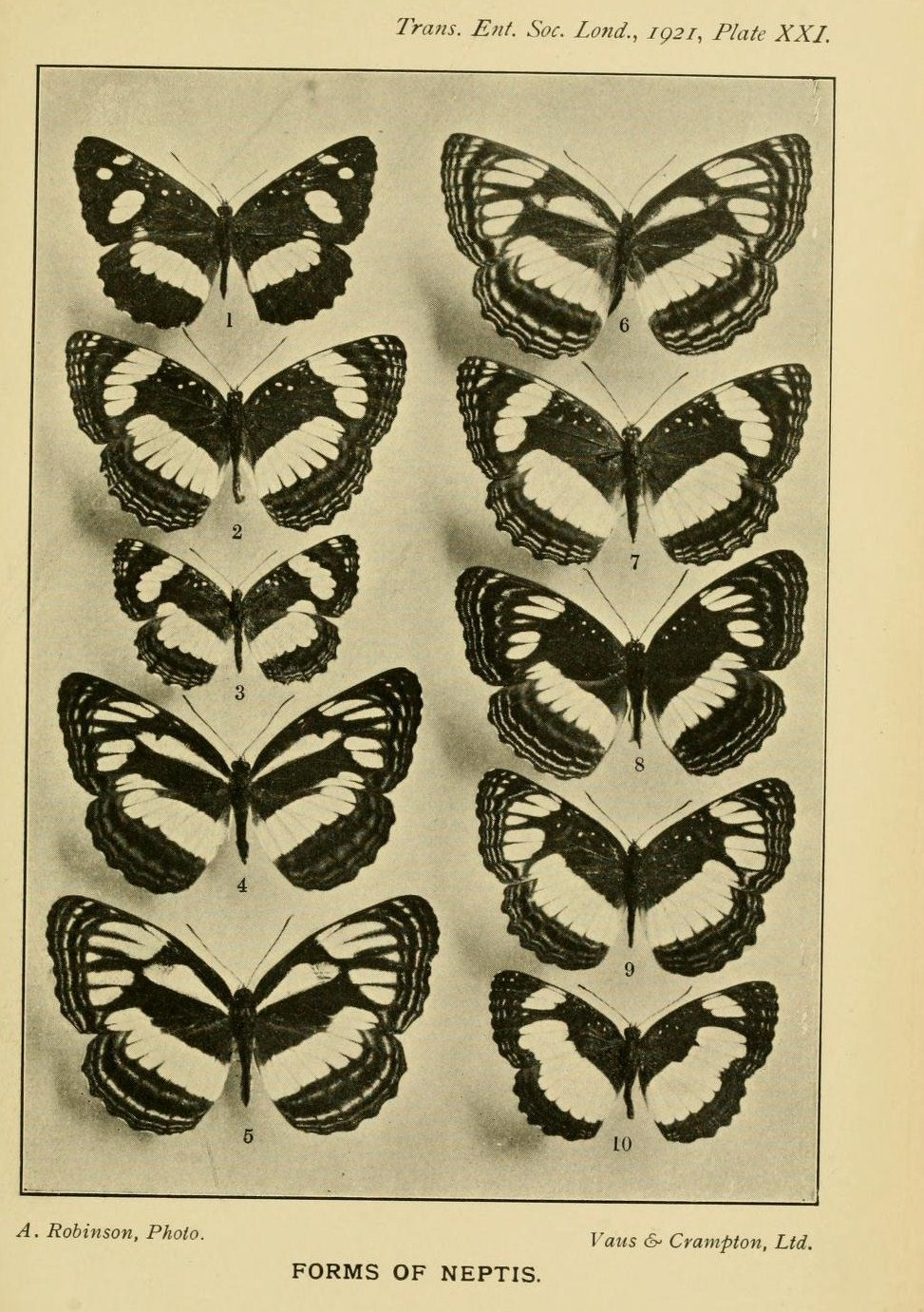